# Stejaru (okręg Neamț)
Stejaru – wieś w Rumunii, w okręgu Neamț, w gminie Ion Creangă. W 2011 roku liczyła 674 mieszkańców.